# Tetraloniella minuticornis
Tetraloniella minuticornis là một loài Hymenoptera trong họ Apidae. Loài này được Friese mô tả khoa học năm 1905.